# Orectolobus
Genre
Orectolobus est un genre de requins de la famille des Orectolobidae, couramment appelés requin-tapis. 

## Description et caractéristiques
De forme aplatie, ils vivent près du fond et arborent une robe de camouflage, et des appendices tactiles en forme d'algues. 
La plupart des espèces vivent dans les eaux tropicales de l'Australie, ou de la région indonésienne. 

## Liste des espèces
| Selon FishBase (26 fév. 2017) et World Register of Marine Species (26 fév. 2017) : - Orectolobus floridus Last & Chidlow, 2008 - Orectolobus halei Whitley, 1940 - Orectolobus hutchinsi Last, Chidlow & Compagno, 2006 - Orectolobus japonicus Regan, 1906 -- Requin-tapis moustache - Orectolobus leptolineatus Last, Pogonoski & White, 2010 - Orectolobus maculatus (Bonnaterre, 1788) -- Requin-tapis tacheté - Orectolobus ornatus (De Vis, 1883) -- Requin-tapis paste - Orectolobus parvimaculatus Last & Chidlow, 2008 - Orectolobus reticulatus Last, Pogonoski & White, 2008 - Orectolobus wardi Whitley, 1939 -- Requin-tapis savetier | Selon ITIS : - Orectolobus japonicus Regan, 1906 - Orectolobus maculatus (Bonnaterre, 1788) - Orectolobus ornatus (De Vis, 1883) - Orectolobus wardi Whitley, 1939 |

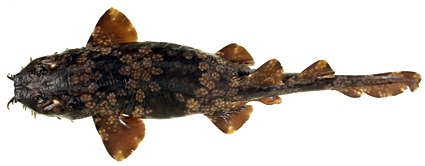
Orectolobus floridus
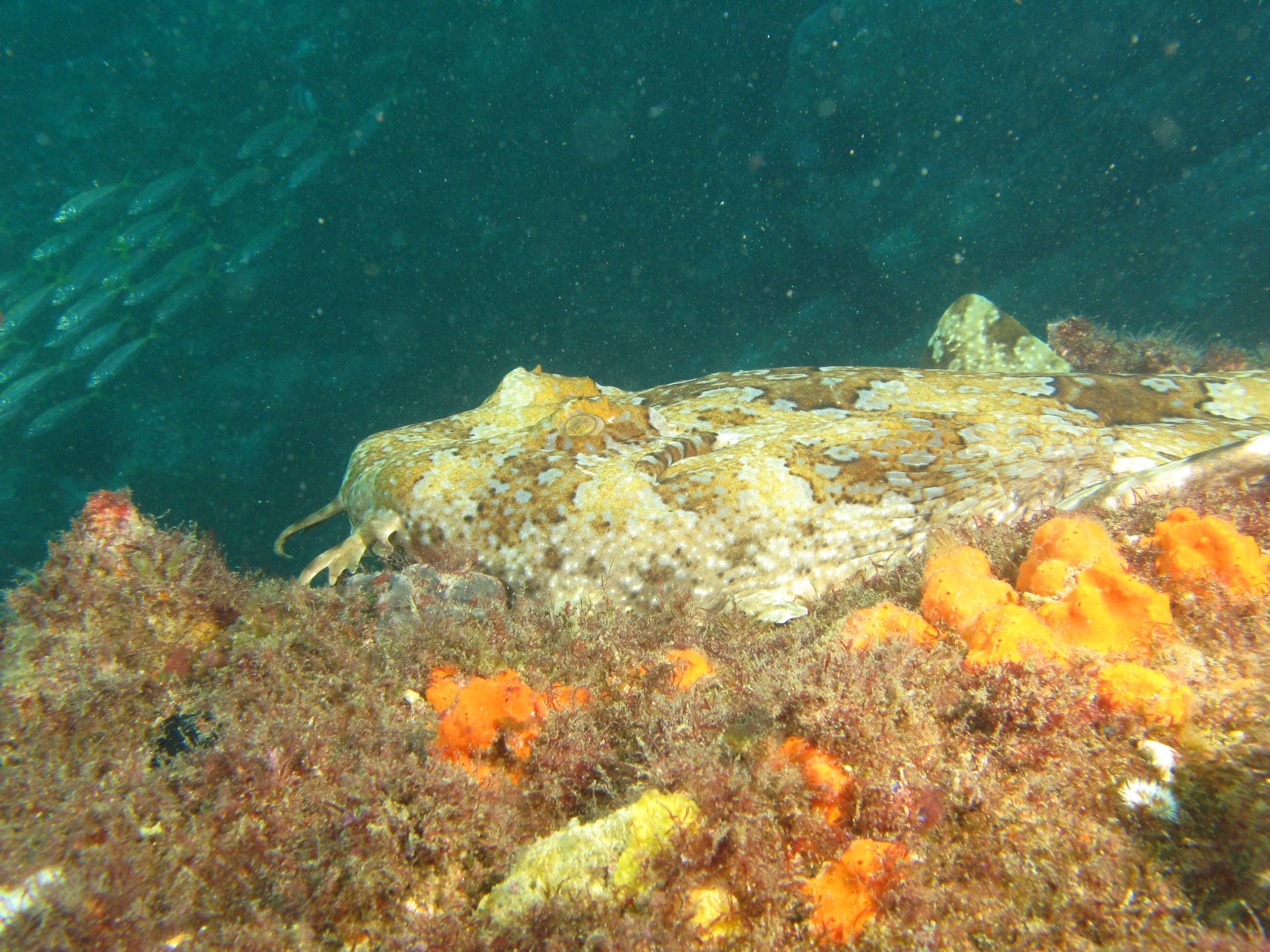
Orectolobus halei
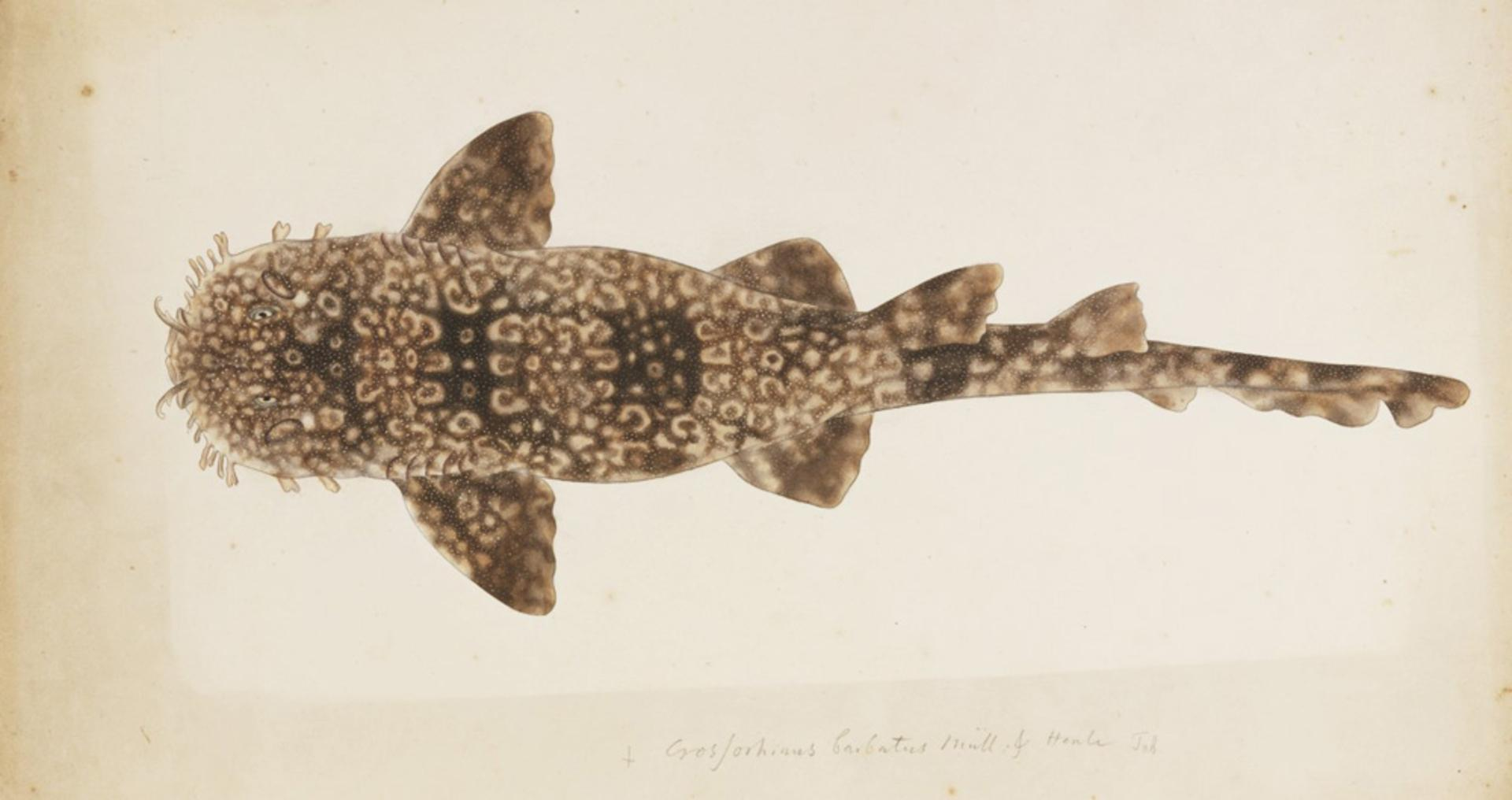
Orectolobus japonicus
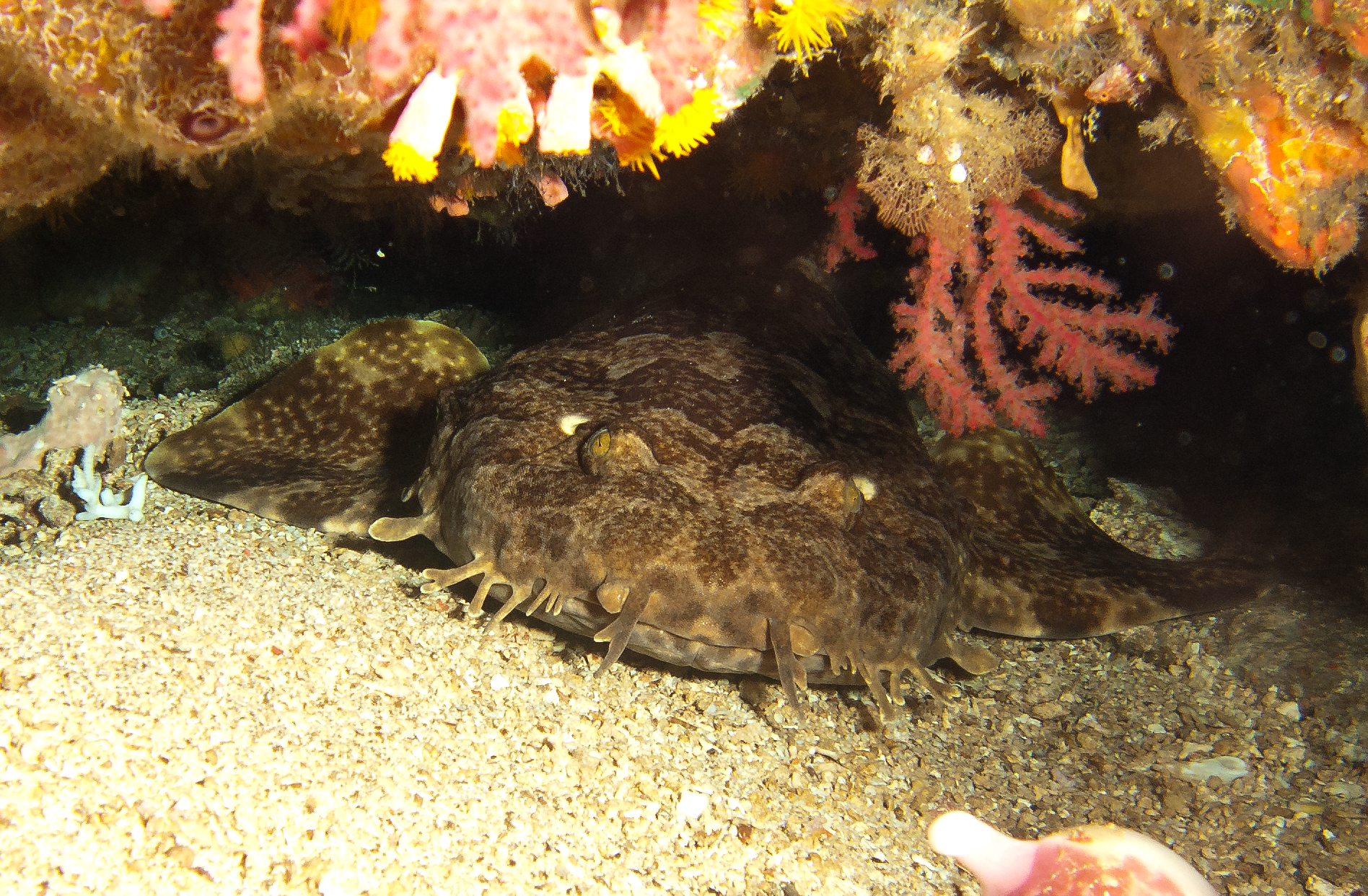
Orectolobus leptolineatus
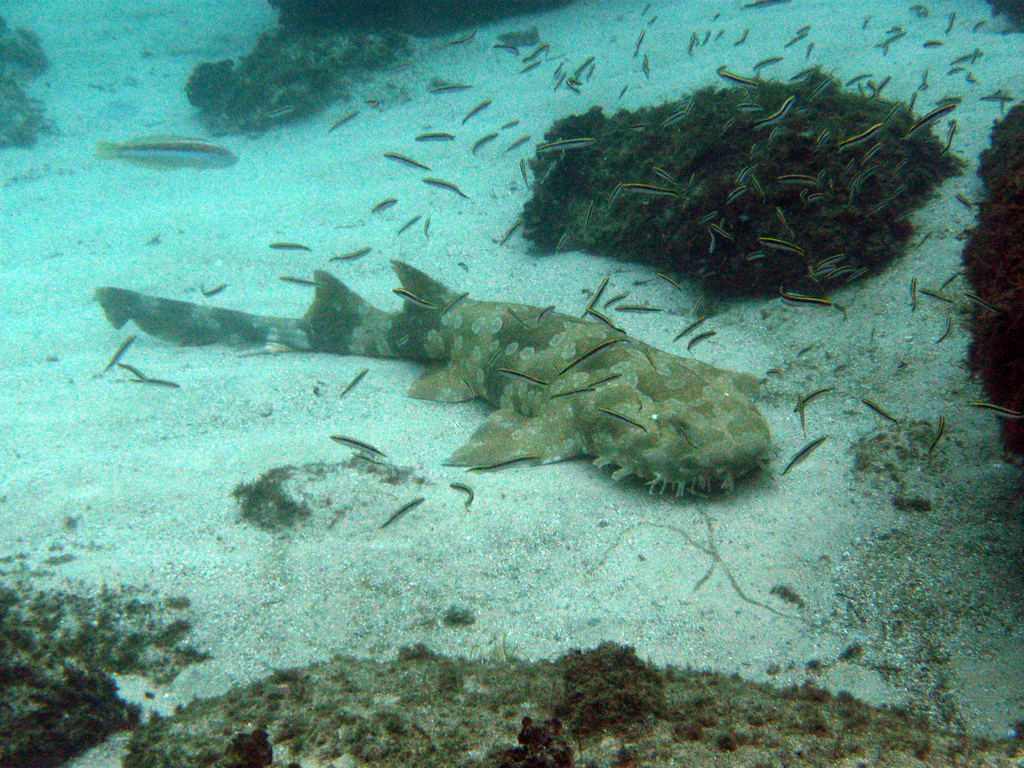
Orectolobus maculatus
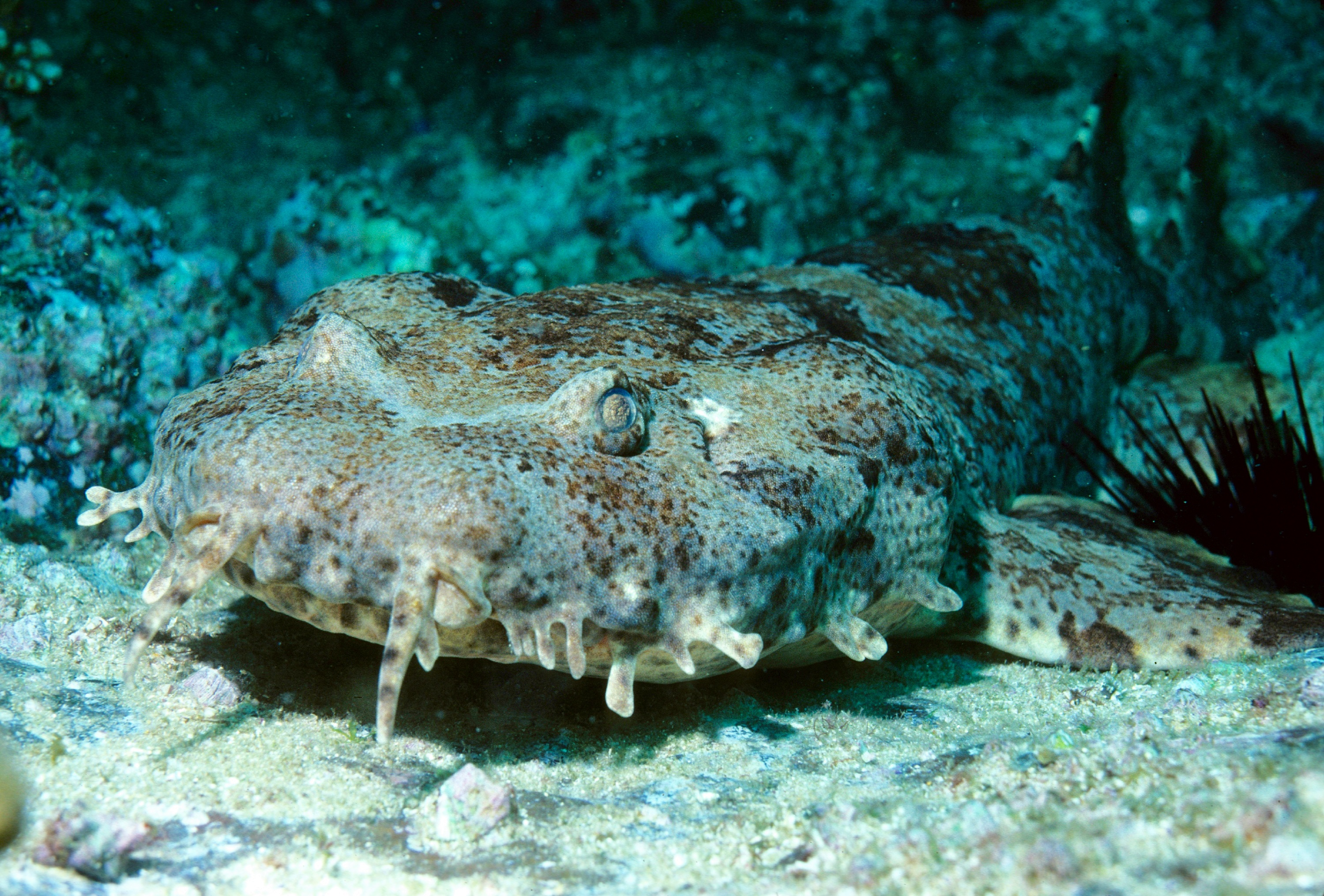
Orectolobus ornatus
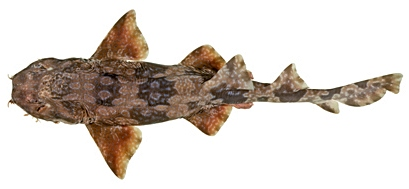
Orectolobus parvimaculatus